# Siófok-Kiliti repülőtér
A Siófok-Kiliti repülőtér Siófoktól 5 km-re délre fekvő repülőtér. Hívójele Kiliti a 125,435 MHz-es frekvencián.

## Története
A Siófok-Kiliti repülőtér a Balatontól 5 km–re, Siófoktól délre, a 65-ös számú főúttal párhuzamosan, 1250 m hosszú pályával rendelkező füves repülőtér.
1932-ben Balatonkiliti nagyközség területén egy WM 10 típusú gép szállt le a legelőre. Két repülőtiszt érkezett, akik a főjegyzőhöz fordultak azzal a kéréssel, hogy repülőteret akarnak létesíteni Kilitiben.

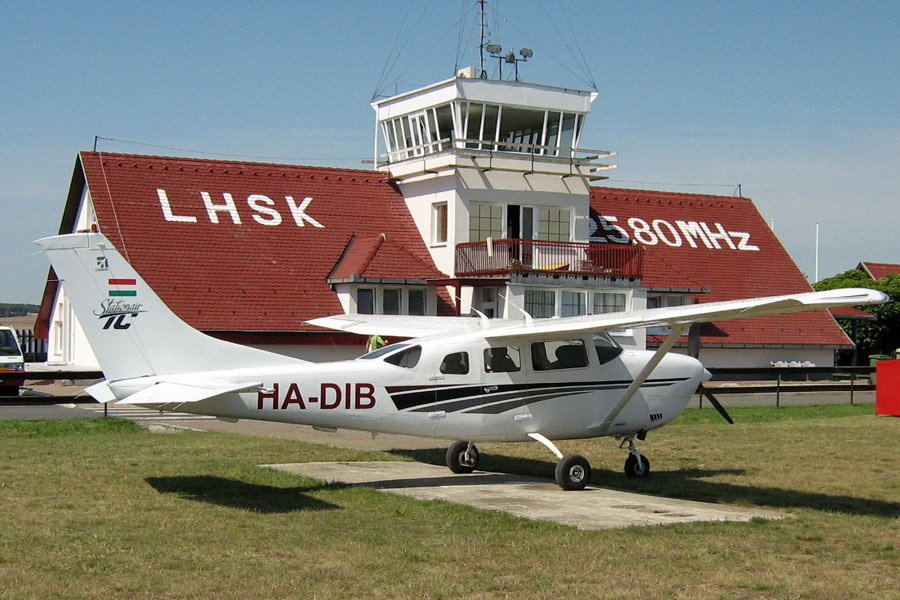
Az irányítótorony és fogadóépület

Az első repülőteret 1933-ban avatták fel Balatonújhely és Balatonkiliti közötti réten. Ettől kezdve minden évben megrendezésre került a nemzetközi repülőpiknik és a balatoni sporthét, amely ugyancsak repülőtalálkozókkal volt egybekötve. Egy-egy repülőnap alkalmával 40–70 gép szállt le Kilitiben. Nyaranta 8–10 növendéket oktattak itt, a balatoni repülőiskolában. A második világháború után a vitorlázórepülésé volt a főszerep. A régi hangár falai még most is állnak a repülőteret kettészelő 65-ös főút mellett. Területére sport létesítmény létesült.
1949–1955 között motoros repülőkiképző iskola is működött itt, mígnem 1955-ben két növendék Ausztria felé disszidált. 1969-ben leálltak az 1946-ban indult belföldi repülőjáratok.
Mielőtt a Magyar Néphadsereg Honi Légiereje elkezdte használni a repülőteret, egy 2500 × 150 méteres területen talajrekonstrukciót hajtottak végre Balatonkiliti és Ságvár között, alkalmassá téve a repülőteret katonai légi járművek, elsősorban a MiG–21-es vadászgépek fogadására és indítására. Ez volt a mai repülőtér elődje.
A Budapest Airport Rt. jogelődje, a Légiforgalmi és Repülőtéri Igazgatóság (LRI), élve a lehetőséggel és látva a jelentkező igényeket, szerződést kötött a Honvédelmi Minisztériummal a repülőtér további polgári célú hasznosítására és üzemeltetésére. A balatoni sétarepülések formájában indult be a turizmus.
A rendszerváltást követően az addig többnyire a mezőgazdaságban használatos repülőgépek a nyári szezonban különböző reklámplakátokat és egyéb hirdetményeket kezdtek el a tó partja mentén vontatni.
Az 1990-es évek közepén a nyitvatartás 6 hónapja alatt évenként 7–8000 légijármű kiszolgálását látták el.

## Rendezvények, versenyek
Az elmúlt tíz évben került itt megrendezésre többek között sárkányrepülő bajnokság, Hőlégballon Prímagáz Kupa, műrepülő Európa-bajnokság is.

## Forgalom

### Vitorlázó repülés
A repülőtéren működik a ZENIT Sportrepülő Egyesület. 1992-ben, közel 40 év után újra elkezdték a vitorlázórepülő képzést is Siófokon. Hétvégente, és nyári időszakban hétköznapokon is gyakran szerveznek vitorlázórepülő üzemnapokat.
A Zenit Sportrepülő Egyesület hivatalos elnöke 2000-ig Pap László volt, a Siófoki Perczel Mór Gimnázium földrajz–biológia szakos tanára, képzett vitorlázórepülő pilóta és oktató. Pap László élete során közel 1000 fiatalt tanított meg repülni.

### Motoros sportrepülés

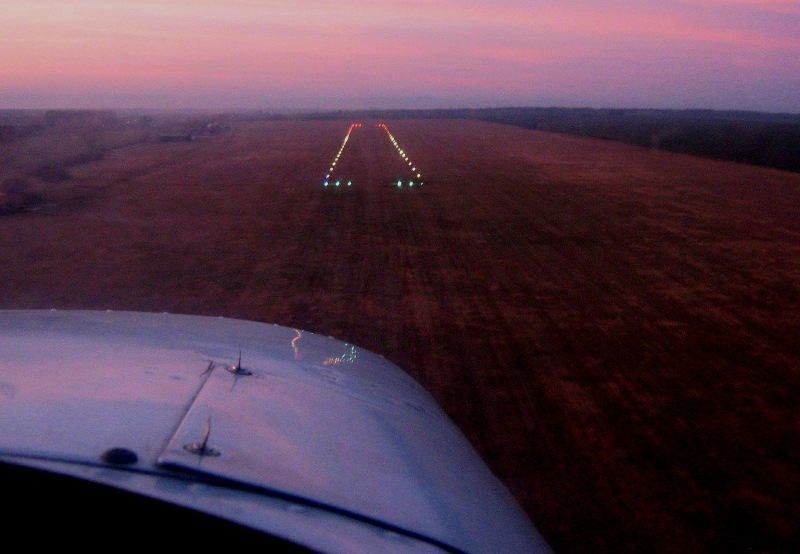
Leszállás a 33 pályára napnyugta után

Évente több ezer motoros gép száll le a repülőtéren. Repülőiskolák táborokat szerveznek, ilyenkor gyakran látni folyamatosan iskolaköröző gépeket. Éjszakai repülés gyakorlására is rendszeresen érkeznek sportrepülőgépek. A precíziós repülés utódja, a rallyrepülés versenyzői is évente egy-egy versenyt a repülőtérre szerveznek.

### Sárkányrepülés
A Zenit Sportrepülő egyesület motoros sárkányosain kívül, bel- és külföldi sárkányrepülők is látogatják a repülőteret.

### Ejtőernyőzés
Minden hétvégén, nyáron hétköznap is megtelik az ég színes ejtőernyőkkel. Az ugrások Mi–8 helikopterből történnek, ami egy-egy felszállás alkalmával 25-29 ejtőernyőst visz 3500–4000 m magasba.
Az ejtőernyős sport több változatát űzik, köztük a szárnyasruhás ugrást is, amiből 2010-ben a repülőtéren rendezték meg a legnagyobb nemzetközi találkozót és versenyt.
A repülőtéren lehetőség van tandemugrás alkalmával kívülállóknak is kipróbálni az ég és föld közötti szabad zuhanás érzését.

### Repülő modellezés
A Készenléti Rendőrség hangárja előtt gyakran látni fiatalokat és idősebbeket kisebb és nagyobb repülőmodellek

### Rendőrhelikopterek
A Magyar Köztársaság Rendőrségén belül a Légirendészeti Parancsnokság a Készenléti Rendőrség Rendészeti Igazgatóságának egyik speciális szervezete. Kora tavasztól késő őszig a Siófok-Kiliti repülőtéren állomásoznak egy-egy Mi–2, vagy MD500 típusú helikopterrel, gyakorló és kiképző repüléseiket táborokba szervezve hajtják végre, ilyenkor rendszeresen gyakorolják a teheremelést, és az éjszakai repülést, valamint a hajtómű meghibásodása esetén végzendő teendőket. 
Feladatuk többek között a polgári repülés rendészeti felügyelete,  bűnüldözés, közúti ellenőrzés, eltűnt személyek felkutatása, rendőri erők célba juttatása, mentés, katasztrófavédelem, valamint a Balaton közelsége miatt igen fontos vízirendészeti tevékenység.